# Scoliopteryx libatrix
Scoliopteryx libatrix là một loài bướm đêm trong họ Erebidae.

## Hình ảnh

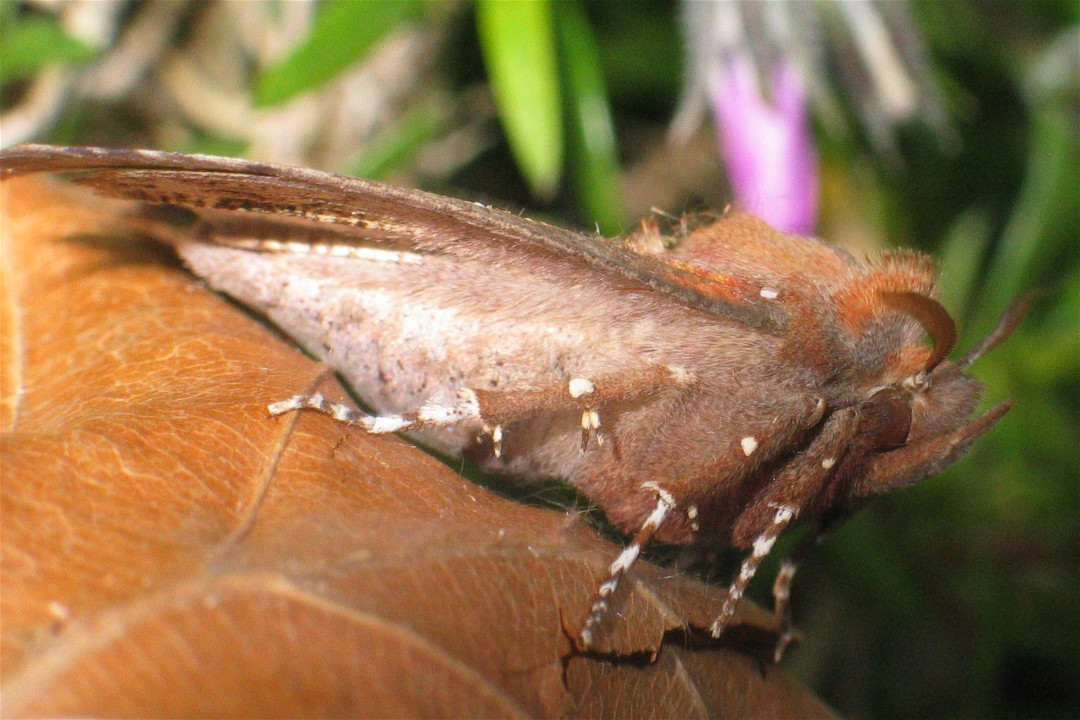
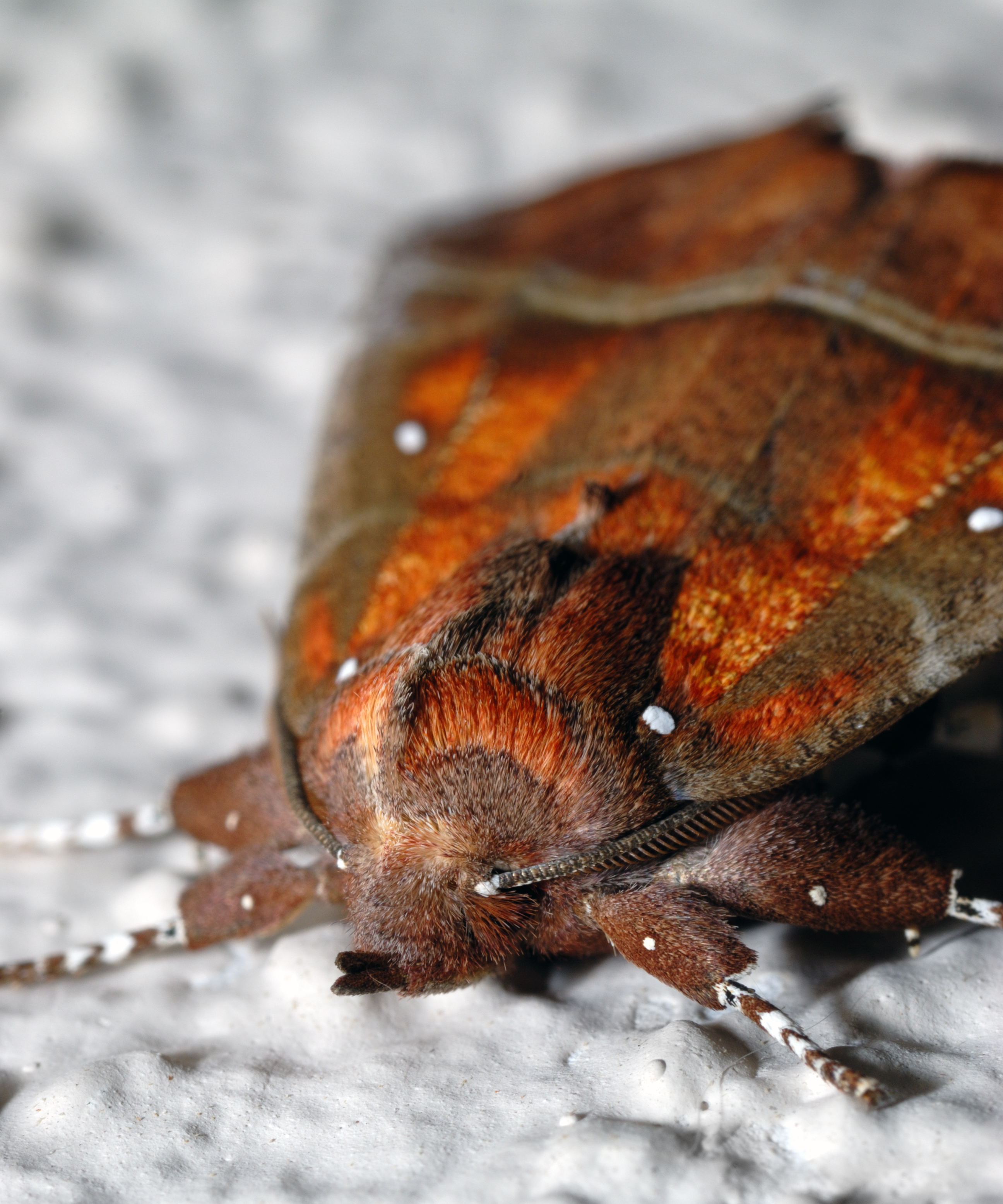
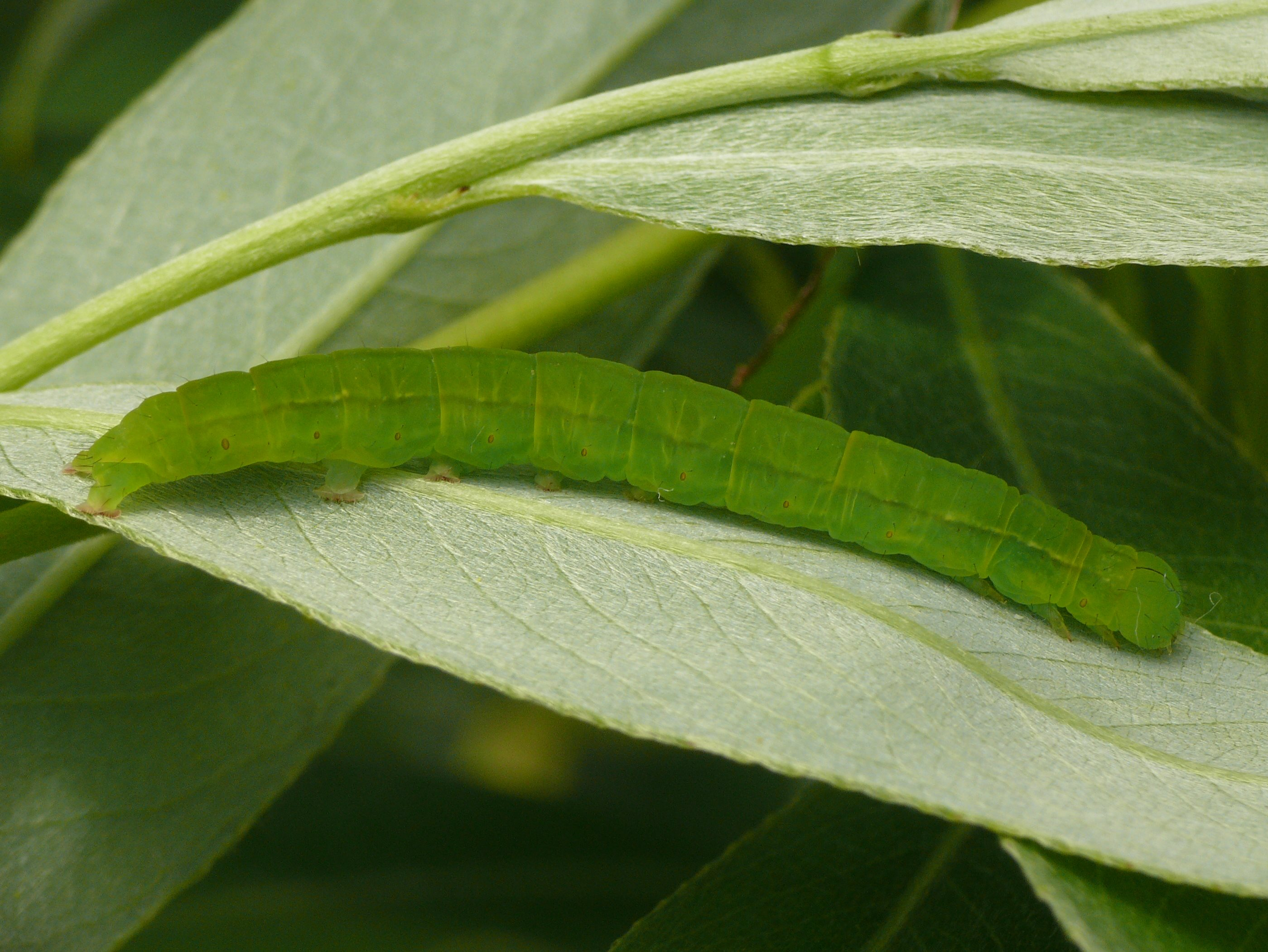
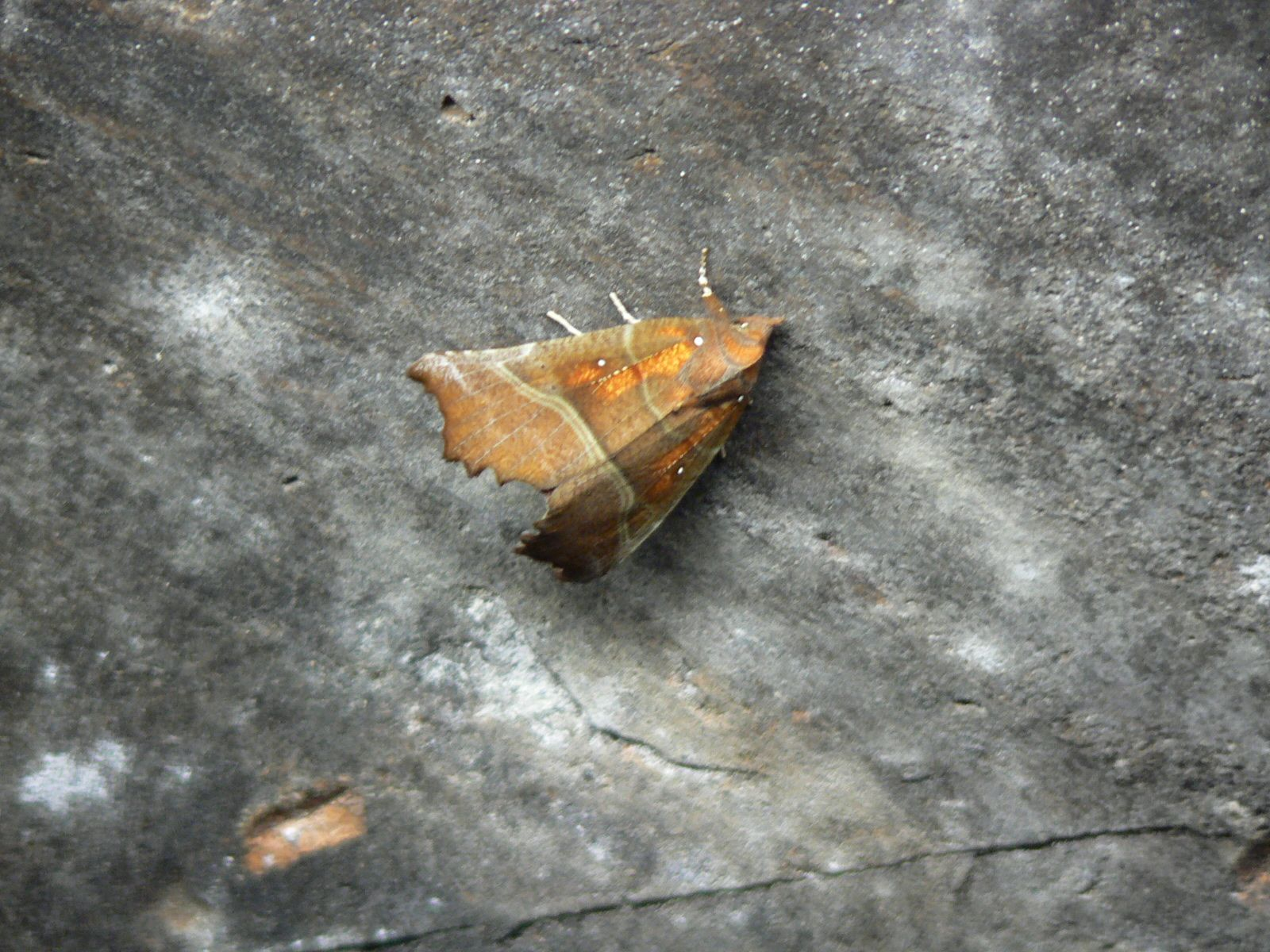